# Andrzej
Andrzejⓘ – imię męskie pochodzenia greckiego. Pochodzi od greckiego imienia Andréas, którego rdzeń andr-  nawiązuje do znaczenia: „człowiek, mężczyzna, taki jak mężczyzna” (inne źródło tłumaczy go jako „dzielny, mężny”). To greckie imię Andréas nosił jeden z apostołów, brat Szymona Piotra. Imię występuje także w Biblii. W języku polskim przybrał formę Andrzej.
Andrzej imieniny obchodzi 6 stycznia, 19 stycznia, 26 stycznia, 1 lutego, 2 lutego, 4 lutego, 15 lutego, 18 lutego, 12 kwietnia, 27 kwietnia, 13 maja, 15 maja, 16 maja (dzień śmierci św. Andrzeja Boboli), 17 maja, 29 maja, 30 maja, 3 czerwca, 26 czerwca, 4 lipca, 12 lipca, 13 lipca, 16 lipca, 17 lipca, 21 lipca, 4 sierpnia, 19 sierpnia, 21 sierpnia, 29 sierpnia, 20 września, 23 września, 17 października, 20 października, 1 listopada, 10 listopada, 24 listopada, 28 listopada, 30 listopada (św. Andrzeja Apostoła)  i 10 grudnia.
Wedle danych PESEL w dniu 19 stycznia 2024 imię to nosiło w Polsce 533 141 mężczyzn.

## Popularność imienia
Jest to jedno z najpopularniejszych imion męskich w Polsce – obecnie (stan na 24 stycznia 2022) znajduje się na trzecim miejscu pod względem występowania wśród imion męskich (zajmuje piąte miejsce wśród wszystkich imion).

## Formy zamienne i zdrobniałe
W dawnych czasach, jak można przeczytać w księgach metrykalnych z XVII–XVIII w., zwykle stosowano polską formę tego imienia: Jędrzej. Później już coraz więcej nadawano to imię w formie „Andrzej”. Obecnie można spotkać się właściwie tylko ze zdrobnieniami: „Jędrek”, „Jędruś”, i to raczej w relacjach osób bliskich. Imię to, choć bardzo popularne, nie ma wielu form zdrobniałych, co stanowi odstępstwo od specyfiki języka polskiego. Jedyne naprawdę popularne zdrobnienie tego imienia (oprócz Jędrek i Jędruś) to „Andrzejek”. Czasami można także spotkać się z formami „Endrju”, „Endi” lub „Andy” (z języka angielskiego), „Andriusza”, „Andriuszka”, „Griusza” lub „Gruszeńka” (z języka rosyjskiego, zwłaszcza na wschodzie kraju) bądź też Ondrasz, Ondraszek (z języka słowackiego, szczególnie na południu Polski), ale są one zwykle stosowane w formie żartobliwej i w ograniczonym zakresie.

## Forma żeńska
W języku polskim istnieje, choć jest rzadko spotykana, żeńska forma tego imienia: Andrzeja, Ondrzeja.
Część osób błędnie wywodzi z niego źródłosłów żeńskich imion: Angelina, Angela i Angelika; szczególnie dla spolszczonych form zapisu tych imion: Andżelina, Andżela i Andżelika (a zwłaszcza dla niepoprawnych ortograficznie form zapisu: Andrzelina, Andrzela i Andrzelika). W innych językach forma żeńska ma postać: Andrea (Ameryka Północna, Europa, Australia i Nowa Zelandia). Jednakże we Włoszech Andrea to imię męskie, ekwiwalent imienia Andrzej.

## Święto związane z tym imieniem
Z imieninami obchodzonymi w dniu 30 listopada związane są imprezy zwane 'andrzejkami'.

## Przysłowia i powiedzenia związane z tym imieniem
- Gdy święty Andrzej ze śniegiem przybieży, sto dni śnieg na polu leży.
- Kiedy na Andrzeja poleje, cały rok nie w porę rolę moczy, suszy.
- Na świętego Andrzeja dziewkom z wróżby nadzieja.
- Na świętego Andrzeja trza kożucha dobrodzieja.
- Święty Andrzej wróży szczęście i szybkie zamęście.
- Śnieg na Andrzeja dla zboża zła nadzieja.
- Jeżeli na świętego Andrzeja wiatr i mgła, to od Bożego Narodzenia będzie sroga zima.
- Gdy w Andrzeja deszcz lub słota, w grudniu drogi bez błota.

## Odpowiedniki w innych językach
Imię to jest popularne na całym świecie i ma wiele lokalnych mutacji:
- ang. – Andrew
- arab. – Andraws (اندراوس)
- bask. – Ander
- biał. – Andrei (Андрэй)
- bułg. – Andrej (Андрей), Andrejko
- chiń. – 安德鲁 (Āndélǔ – transkrypcja w pinyin)
- chorw. – Andrija
- czes. – Ondřej
- duń. – Andreas
- esperanto – Andreo[5]
- est. – Andres
- fiń. – Antti
- fr. – André
- gael. – Anndra
- gr. – Ανδρέας, Άνδρος
- haw. – Anekelea
- hisz. – Andrés
- niderl. – Andries, André, Andre
- isl. – Andrés
- indon. – Andreas
- jap. – アンドリュー, アンドレ
- katal. – Andreu
- Język koreański – 안드레이
- łac. – Andreas
- lit. – Andrius
- łem. – Andryj (Андрий)
- łot. – Andris
- niem. – Andreas
- nor. – Anders
- port. – André
- ros. – Andrei, Andrej (Андрей)
- rum. – Andrei
- serb. – Andrija
- słowac. – Andrej, a także: Ondrej
- słoweń. – Andrej, a także Andraž
- sua. – Andalea
- szw. – Andreas lub Anders
- węg. – András
- wł. – Andrea
- ukr. – Andrij (Андрiй)

## Osoby o tym imieniu
- Andrzej (Andrys) – XV-wieczny malarz poznański
- Andre Agassi – amerykański tenisista
- Andrés Rivero Agüero – kubański polityk, w latach 1957–1958 premier
- Andreas Alamommo – fiński skoczek narciarski
- André Marie Ampère – fizyk i matematyk, zajmował się badaniem zjawiska elektromagnetyzmu
- André de Chénier – francuski poeta
- André Tanneberger – niemiecki producent muzyczny, dj, remixer
- Andrea Mantegna – włoski malarz i rytownik
- Andreas Brehme – piłkarz niemiecki, mistrz świata
- Anders – Celsjusz – twórca skali temperatur
- Andrea Casiraghi – członek monakijskiej rodziny królewskiej
- Andreas Küttel – szwajcarski skoczek narciarski
- Andrzej Adamczyk – polski polityk
- Andrzej Ameljańczyk – polski wojskowy
- Andrzej Ananicz – polski polityk, naukowiec, działacz opozycyjny, dyplomata, szef Agencji Wywiadu.
- Andrzej Andrzejewski – gen. bryg., dowódca Brygady Lotnictwa Taktycznego, pilot instruktor
- Andrzej Augustyński – polski duchowny, działacz społeczny
- Andrzej Aumiller – polski polityk
- Andrzej Baran – polski generał oraz lekkoatleta, długodystansowiec
- Andrzej Bargieła – polski naukowiec
- Anders Bardal – norweski skoczek narciarski
- Andrzej Białas – polski fizyk, profesor nauk matematyczno-fizycznych, prezes Polskiej Akademii Umiejętności.
- Andrzej Białko – polski organista
- Andrzej „Pudel” Bieniasz – polski muzyk, lider Püdelsów
- Andreas Birnbacher – niemiecki biathlonista
- Andrzej Bobkowski – pisarz, eseista, przedsiębiorca, popularyzator modelarstwa lotniczego, z wykształcenia ekonomista.
- św. Andrzej Bobola – (1591–1657), jezuita, męczennik z XVII w.
- Andrea Bocelli – włoski śpiewak
- Andrzej Bohdanowicz – polski operator filmowy
- Andrzej Bohdanowicz – polski ksiądz
- Andrzej Bolewski – mineralog
- Andrzej Borowczyk – komentator sportowy
- Andreas Bourani – niemiecki piosenkarz
- Anders Breivik – norweski zamachowiec
- Andrzej Buncol – polski piłkarz, pomocnik, reprezentant Polski, srebrny medalista Mistrzostw Świata 1982.
- Andrzej Bursa – polski poeta, prozaik, dramaturg i dziennikarz, należał do tzw. pokolenia „Współczesności”, zaliczany do kręgu poetów wyklętych.
- André Citroën – francuski inżynier i przedsiębiorca, założyciel fabryki samochodów, których marka nosiła jego nazwisko
- Andrzej Celiński – polski polityk
- Andrzej Chronowski – polski polityk, działacz związkowy, senator
- Andrzej Czaja – polski duchowny katolicki, biskup opolski
- Andrzej Czajkowski – polski kompozytor
- Andrzej Czerwiński – polski polityk
- Andrzej Czuma – polski polityk
- Andrzej Ćwierz – polski polityk
- Andrzej Dąbrowski – polski piosenkarz i kierowca rajdowy
- Andrzej Dera – polski polityk
- Andrzej Dołecki – polski działacz społeczny i polityk
- Andrzej Duda – Prezydent Rzeczypospolitej Polskiej
- Andrzej Duda – polski chemik
- Andrzej Dudek-Dürer – polski performer, artysta sztuki mediów
- Andrzej Dulęba – polski generał
- Andrzej Dziadek – polski kompozytor
- Andrzej Dzięga – polski duchowny katolicki, arcybiskup ordynariusz szczecińsko-kamieński
- Andrzej Ekiert – polski generał
- Anders Fannemel – norweski skoczek narciarski
- Andrzej Fedorowicz – polski polityk
- Andrzej Fedorowicz – polski aktor
- Andreas Felder – austriacki skoczek narciarski
- Andrzej Fidyk – polski filmowiec dokumentalista
- Andrzej Filończyk – polski śpiewak operowy, międzynarodowy solista (baryton)
- Andrew Fletcher – angielski muzyk, współtwórca grupy Depeche Mode
- Andrzej Fonfara – polski bokser
- Andrzej Frycz Modrzewski – polski pisarz polityczny
- Andrzej Galica – polski generał
- Andrzej Galica – polski skoczek narciarski
- Andrzej Gawron – polski polityk
- Andrzej Garlicki – polski historyk, publicysta, profesor
- Andreas Goldberger – austriacki skoczek narciarski
- Andrzej Gołota – polski bokser
- Andrzej Grabowski – polski aktor
- Andrzej Gromała – polski DJ, producent muzyczny, remixer, autor tekstów i malarz
- Andrzej Gronau – polski operator filmowy
- Andrzej Grubba – polski tenisista stołowy
- Andrzej Grzesik – polski polityk
- Andrzej Grzyb – polski polityk
- Andrzej Grzyb – polski polityk, senator
- Andrzej Gwiazda – polski działacz związkowy, nauczyciel akademicki
- Andrzej Hausner – polski aktor
- Andrzej Hiolski – polski śpiewak
- Andrés Iniesta – hiszpański piłkarz
- Andrew Jackson – 7. prezydent USA
- Anders Jacobsen – norweski skoczek narciarski
- Andrej Jerman – słoweński narciarz alpejski
- Andrzej Juskowiak – polski piłkarz
- Andrzej Kalwas – polski prawnik i polityk
- Andrzej Kasperek – polski pisarz
- Andrzej Kijowski – polski pisarz
- Andrzej Tadeusz Kijowski – polski publicysta
- Andrzej Kobylarz – polski polityk
- Andrzej Kołodziej – jeden z liderów pierwszej Solidarności
- Andrzej Kopacz – polski naukowiec
- Andrzej Stefan Kałuszko – polski reżyser filmowy i scenarzysta
- Andriej Karłow – rosyjski ambasador
- Andrzej Karwowski – polski generał
- Andraž Kirm – słoweński piłkarz, zawodnik Wisły Kraków
- Andriej Kołmogorow – rosyjski matematyk
- Andrzej Koszewski – polski kompozytor
- Andrzej Kowalczyk – polski trener koszykarski
- Andrzej Kowalczyk – polski hydrogeolog
- Andrzej Kowalczyk – polski fizyk
- Andrzej Kowalczyk – polski scenograf
- Andrzej Kowalczyk – polski geograf
- Andrzej Krupecki – polski naukowiec, rektor Akademii Krakowskiej
- Andrzej Kryj - polski polityk
- Andrzej Krzycki – polski duchowny
- Andrzej Kuch – polski lekkoatleta
- Andrzej Kuś – polski alpinista, taternik, tłumacz, projektant, wykładowca języków obcych.
- Andrzej Lampert – polski wokalista, lider zespołu PIN
- Andrzej Lepper – polski polityk
- Andrzej Lewandowski – polski dziennikarz sportowy
- Andrzej Lewandowski – polski operator dźwięku
- Andrzej Lewandowski – polski generał
- Andrzej Lewandowski – polski polityk
- Andrzej Lewandowski – polski tłumacz
- Andrzej Liss – polski polityk
- Andrzej Łoś – polski polityk
- Andreas Maislinger – austriacki historyk i politolog. W 1992 stworzył organizację „Austriacka Służba Pamięci“.
- Andrzej Majewski – polski pisarz, aforysta i fotografik
- Andrzej z Malborka – wykładowca wydziału artium Akademii Krakowskiej na przełomie XIV i XV wieku
- Andrzej Maciejewski – polski polityk
- Andrzej Małkowski – jeden z twórców polskiego skautingu, instruktor i teoretyk harcerstwa, działacz polskich organizacji młodzieżowych i niepodległościowych
- Andrzej Mańka – polski polityk
- Andrzej Marek – polski prawnik, powstaniec styczniowy, burmistrz Myślenic
- Andrzej Miłosz – polski dziennikarz, publicysta, tłumacz i reżyser
- Andrzej Mioduszewski – polski polityk
- Andrzej Miszkurka – polski publicysta
- Andrzej Miśkiewicz – polski akustyk muzyczny i pedagog
- Andrzej Mleczko – polski rysownik
- Andrzej Młynarczyk – polski aktor
- Andrzej Mokronowski – wojewoda mazowiecki
- Andy Murray – brytyjski tenisista
- Andrzej Muszyński – polski pisarz
- Ondřej Moravec – czeski biathlonista
- Andriej Naumow – radziecki wojskowy
- Andrzej Nejman – polski aktor
- Andrzej Niedzielan – polski piłkarz, reprezentant narodowy
- Andrzej Niemczyk – polski siatkarz i trener; „ojciec chrzestny” siatkarskiej reprezentacji Polski kobiet. Zdobył z nią dwukrotnie złoty medal na mistrzostwach Europy (2003 i 2005)
- Andrzej Nowak – polski gitarzysta
- Andrzej Osikowicz – polski duchowny, Sprawiedliwy wśród Narodów Świata
- Andrzej Orwid-Eljaszewicz – oficer Polskiej Marynarki Handlowej GAL, aktywny członek Ruchu Oporu
- Andrzej Paczkowski – polski historyk, naukowiec, wykładowca akademicki, profesor nauk historycznych i alpinista.
- Andrzej Pałys – polski polityk
- Andrzej Panufnik – polski kompozytor i dyrygent, który większość życia spędził na emigracji w Wielkiej Brytanii.
- Andreas Papandreu – grecki ekonomista i polityk, trzykrotny premier Grecji
- Andrzej Partum – kompozytor, filozof i malarz
- Andrzej Piaseczny – polski muzyk
- Andrzej Piekarczyk – satyryk polski, członek Kabaretu OT.TO, absolwent Instytutu Podstaw Elektroniki Politechniki Warszawskiej
- Andrzej Pilipiuk – polski pisarz i publicysta, laureat nagrody literackiej im. Janusza A. Zajdla za rok 2002. Z wykształcenia archeolog.
- Andrea Pirlo – piłkarz włoski
- Andrzej Pogonowski – polski prawnik, Sprawiedliwy wśród Narodów Świata
- Andrzej Połeć – polski producent filmowy
- Andrzej Pronaszko – polski malarz
- Andrzej Popiel – polski aktor
- Andrzej Popiel – polski aktor
- Andrejs Rastorgujevs – łotewski biathlonista
- Andrei Rațiu – rumuński piłkarz
- Andrew Rayel – mołdawski DJ i producent muzyczny
- Andrzej Rodan – polski pisarz, publicysta
- Andrzej Romocki – ps. Morro, harcmistrz, kapitan AK
- Andrzej Rosiewicz – polski piosenkarz estradowy, kompozytor, satyryk, gitarzysta i choreograf
- Andrzej Ruciński – polski polityk
- Andreas Sander – niemiecki narciarz alpejski
- Andrea Sansovino – włoski rzeźbiarz i architekt
- Andrzej Sapkowski – polski pisarz fantasy
- Andrzej Sarwa – polski pisarz, poeta i tłumacz
- Andreas Schlüter – rzeźbiarz i architekt
- Andreas Schuler – szwajcarski skoczek narciarski
- Andrzej Serdiukow – polski producent filmowy
- Andrzej Seweryn – polski aktor
- Andrzej Siewierski – polski muzyk rockowy, współzałożyciel grupy Azyl P.
- Andrzej Sosnowski – poeta
- Andrzej Stech – polski malarz
- Andrzej Stękała – polski skoczek narciarski
- Andreas Stjernen – norweski skoczek narciarski
- Andrzej Strejlau – polski trener piłkarski, były selekcjoner reprezentacji Polski, komentator telewizyjny, radiowy i prasowy.
- Andrzej Strug – polski pisarz i publicysta, wolnomularz
- Andrzej Supron – polski zapaśnik, mistrz świata i Europy, wicemistrz olimpijski, trener i sędzia zapaśniczy
- Andrzej Suski – polski duchowny
- Andrzej Szarmach – piłkarz, reprezentant Polski, trener
- Andrzej Szczeklik – polski lekarz-naukowiec
- Andrij Szewczenko – ukraiński piłkarz
- Andrzej Szewczyk – polski artysta współczesny
- Andrzej Szlachta – polski polityk
- Andriej Tarkowski – rosyjski filmowiec
- Andrzej Tomanek – satyryk polski, członek Kabaretu OT.TO
- Andrzej Topczyj – polski poeta
- Antti Tyrväinen – biathlonista fiński
- Andrzej Tyszkiewicz – polski generał
- Andrzej Urbańczyk – polski polityk i dziennikarz oraz polski żeglarz i pisarz
- Andrzej Urbański – polski polityk
- Andrzej Wajda – polski reżyser filmowy i teatralny, w latach 1989–1991 senator I kadencji. Kawaler Orderu Orła Białego.
- Andrzej Walkowiak – polski polityk
- Andrzej Rafał Waltenberger – polski scenograf
- Andreas Wank – niemiecki skoczek narciarski
- Andy Warhol – amerykański artysta – najgłośniejszy przedstawiciel pop-artu
- Andrew Weibrecht – amerykański narciarz alpejski
- Andreas Wellinger – niemiecki skoczek narciarski
- Andrzej Werblan – polski polityk
- Andreas Widhölzl – austriacki skoczek narciarski
- Andrzej Wielowieyski – polski polityk, poseł na Sejm, senator i europoseł
- Andrzej Wierciński – polski filozof i poeta
- Andrzej Wierciński – polski prawnik
- Andrzej Wierciński – polski antropolog
- Andrew Wiles – angielski matematyk znany przede wszystkim z podania dowodu Wielkiego Twierdzenia Fermata
- Andrzej Antoni Wiśniewski – polski chemik
- Andrzej Wiśniewski – polski archeolog
- Andrzej Wiśniewski – polski ekonomista
- Andriej Wozniesienski – rosyjski architekt, prozaik i poeta
- Andrzej Woźniak – żołnierz Polskich Sił Powietrznych na Zachodzie
- Andrzej Woźniak – polski piłkarz
- Andrzej Wójcik – polski biolog
- Andrew Wright – brytyjski gubernator
- Andrzej Wroński – zapaśnik
- Andrzej Wrona – reprezentant Polski w piłce siatkowej
- Andrzej Zaucha – piosenkarz
- Andrzej Zieliński – polski lekkoatleta
- Andrzej Zieliński – polski piosenkarz i muzyk
- Andrzej Zieliński – polski aktor
- Andrzej Żuławski – polski reżyser filmowy, pisarz, scenarzysta, aktor
- Andrzej Żurek – artysta, malarz
- Andy Gray – szkocki piłkarz
- Óndra Łysohorsky – pisarz, poeta, tłumacz literatury

### osoby z rodów książęcych
- Andrzej II (książę Neapolu)
- Andrzej II (wielki książę włodzimierski)
- Andrzej (książę drucki)
- Andrzej (książę Grecji i Danii))
- Andrzej (książę Yorku)

## Znane postacie fikcyjne noszące to imię
- Andrzej Kmicic – bohater Potopu Henryka Sienkiewicza
- Andy Anderson – ojciec głównego bohatera w serialu animowanym „Świat według Ludwiczka”
- Andy Larkin – bohater kanadyjskiego serialu animowanego Ach, ten Andy! (w oryginale „What’s with Andy?”)
- Andrzej Talar – bohater Domu, ojciec Kajtka i Krzyśka
- Andrzej Strzelba – postać z serialu animowanego „Pod Gradobiciem Pytań”
- Andrzej Gajewski – nadkomisarz z serialu „Glina”
- Andrzej Falkowicz – (Michał Żebrowski) bohater serialu Na dobre i na złe, profesor, były ordynator oddziału chirurgii, mąż Kingii Walczak (Marta Dąbrowska)

## Osoby tylko z imieniem
- Andrzej (1949–) – ukraiński biskup prawosławny
- Andrzej (1949–) – rumuński biskup prawosławny
- Andrzej (zm. 1434) – biskup kijowski
- Andrzej (1946–) – duchowny Koptyjskiego Kościoła Ortodoksyjnego
- Andrzej (?–1224) – czeski duchowny katolicki
- Andrzej (?–1420) – budowniczy miejski Starego Miasta w Toruniu
- Andrzej – cesarz Etiopii w latach 1429–1430
- Andrzej (1961–) – serbski biskup prawosławny
- Andrzej (1916–1986) – serbski biskup prawosławny
- Andrzej (1968–) – gruziński duchowny prawosławny
- Andrzej (1946–2010) – metropolita lwowski
- Andrzej (1979–) – duchowny Rosyjskiej Prawosławnej Cerkwi Staroobrzędowej
- Andrzej (1898–1985) – ukraiński duchowny prawosławny
- Andrzej (1967–) – duchowny Rumuńskiego Kościoła Prawosławnego
- Andrzej (1972–) – ukraiński duchowny prawosławny
- Andrzej (1886–1972) – bułgarski biskup prawosławny
- Andrzej (1809–1873) – rumuński biskup prawosławny
- Andrzej (1900–1973) – ukraiński biskup Rosyjskiego Kościoła Prawosławnego
- Andrzej (1975–) – rosyjski biskup prawosławny
- Andrzej – duchowny Etiopskiego Kościoła Ortodoksyjnego
- Andrzej (1939–) – duchowny Greckiego Kościoła Prawosławnego
- Andrzej (1979–) – biskup Ukraińskiego Kościoła Prawosławnego Patriarchatu Moskiewskiego

## Nazwiska wywodzące się od tego imienia

### Nazwiska wywodzące się od tego imienia – polskie
- Andrzejczak – znani nosiciele:

Andrzejczak, Felicjan (ur. 1948) – polski wokalista rockowy
Andrzejczak, Leszek (ur. 1959) – polski hokeista na trawie
- Andrzejewski – znani nosiciele:

Andrzejewski, Andrzej (ur. 1976) – polski aktor
Andrzejewski, Jerzy (1909–1983) – polski pisarz
Andrzejewski, Krzysztof (ur. 1983) – polski siatkarz
Andrzejewski, Piotr – (ur. (1962) – polski aktor
Andrzejewski, Piotr (ur. 1942) – polski działacz polityczny, adwokat
Andrzejewski, Roman (1888–1964) – polski działacz ruchu robotniczego
Andrzejewski, Roman (1938–2003) – polski duchowny katolicki, biskup
Andrzejewski, Ryszard (Peja) (ur. 1976) – polski raper
Andrzejewski, Wiesław (1931–1993) – polski pisarz
- Andrzejewicz – znani nosiciele:

Andrzejewicz, Gosia (ur. 1984) – polska piosenkarka

### Nazwiska wywodzące się od tego imienia – obce
- Anders – znani nosiciele:

Anders, Artur (1896–1976) – niemiecki polityk
Anders, Thomas (ur. 1963) – piosenkarz niemiecki, kompozytor i producent (Modern Talking)
Anders, Władysław (1892–1970) – polski generał
- Andersen – znani nosiciele:

Andersen, Elmer (1909–2004) – amerykański polityk
Andersen, Hans Christian (1805–1875) – duński pisarz i poeta
Andersen, Hans Niklas (ur. 1980) – duński żużlowiec
Andersen, Vita (ur. 1944) – duńska pisarka i poetka
- Anderson – znani nosiciele:

Anderson, Alfred (1896–2005) – szkocki weteran wojenny
Anderson, C. Elmer (1912–1998) – amerykański polityk
Anderson, Carl David (1905–1991) – fizyk amerykański, noblista
Anderson, Carl Johan (1827–1867) – podróżnik, badacz Afryki
Anderson, Ethel (1883–1958) – poetka australijska
Anderson, Gillian (ur. 1968) – amerykańska aktorka
Anderson, Glenn (ur. 1960) – kanadyjski hokeista zawodowy
Anderson, Ian (ur. 1947) – muzyk rockowy, lider zespołu Jethro Tull
Anderson, Jack (1922–2005) – dziennikarz amerykański
Anderson, Jon (ur. 1944) – wokalista rockowy, lider zespołu Yes
Anderson, Kevin J. – pisarz amerykański
Anderson, Lindsay (1923–1994) – brytyjski reżyser filmowy
Anderson, Malcolm (ur. 1935) – tenisista australijski
Anderson, Michael (1959–2003) – astronauta amerykański
Anderson, Pamela (ur. 1967) – aktorka i modelka amerykańska
Anderson, Poul (1926–2001) – amerykański pisarz science-fiction
Anderson, Richard Dean (ur. 1950) – amerykański aktor
Anderson, Shawn (ur. 1968) – kanadyjski hokeista zawodowy
Anderson, Stig (1930–1997) – szwedzki producent muzyczny, menedżer grupy ABBA
- Anderssen – znani nosiciele:

Anderssen, Adolf (1818–1879) – niemiecki szachista
- Andersson – znani nosiciele:

Andersson, Benny (ur. 1946) – muzyk szwedzki (Abba)
Andersson, Bibi (ur. 1935) – aktorka szwedzka
Andersson, Kennet (ur. 1967) – szwedzki piłkarz
Andersson, Ulf (ur. 1951) – szwedzki szachista
- Andersz – znani nosiciele:

Andersz, Alan (ur. 1988) – polski aktor filmowy
Andersz, Tadeusz (1918–2007) – polski dowódca wojskowy
- Andrae – znani nosiciele:

Andrae, Björn (ur. 1981) – niemiecki siatkarz
- André – znani nosiciele:

André, Arnaldo (ur. 1943) – aktor paragwajski
Andre, Carl (ur. 1935) – amerykański artysta minimalistyczny
André, Maurice (ur. 1933) – trębacz francuski
- Andreas – znani nosiciele:

Andreas-Salome, Lou (1861–1937) – pisarka rosyjska
- Andreae – znani nosiciele:

Andreae, Volkmar (1879–1962) – kompozytor szwajcarski
- Andrejew – znani nosiciele:

Andrejew, Piotr (ur. 1947) – polski reżyser filmowy, scenarzysta
- Andrejuk – znani nosiciele:

Andrejuk, Przemysław (ur. 1977) – polityk polski, lekarz
- Andresen – znani nosiciele:

Andresen, Frode (ur. 1973) – biathlonista norweski
- Andress – znani nosiciele:

Andress, Herb (1935–2004) – aktor niemiecki
Andress, Ursula (ur. 1936) – aktorka szwajcarska
- Andrews – znani nosiciele:

Andrews, Bruce (ur. 1948) – amerykański poeta
Andrews, Marvin (ur. 1980) – piłkarz z Trynidadu i Tobago
Andrews, Thomas (1873–1912) – brytyjski konstruktor statków
- Andrić – znani nosiciele:

Andrić, Ivo (1892–1975) – powieściopisarz, nowelista i poeta jugosłowiański
- Andrejew – znani nosiciele:

Andriejew, Igor (ur. 1983) – tenisista rosyjski
Andriejew, Piotr (zm. po 1898) – wojskowy rosyjski, prezes Warszawskich Teatrów Warszawskich
- Andriolli – znani nosiciele:

Andriolli, Michał Elwiro (1836–1893) – polski rysownik, ilustrator i malarz
- Andrus – znani nosiciele:

Andrus, Artur (ur. 1971) – polski dziennikarz i poeta
- Andrusak – znani nosiciele:

Andrusak, Greg (ur. 1969) – kanadyjski hokeista
- Andrys – znani nosiciele:

Andrys, Leonard (XVIII wiek) – polski architekt
- Andryszak – znani nosiciele:

Andryszak, Aleksander (ur. 1955) – polski polityk, poseł na Sejm
- Ondráš / Ondrášková – znani nosiciele:

Ondrášková, Zuzana (ur. 1980) – czeska tenisistka